# Egentliga Finland (historiskt landskap)

Landskapets vapen

Finlands historiska landskap i olika blåa nyanser. Egentliga Finland är det lilla området i sydväst i mörkblått, strax öster om Åland.
Dagens landskapsförbund markeras med gula gränser.

Denna artikel handlar om det historiska landskapet Egentliga Finland. För dagens landskap efter reformen på 1990-talet, se Egentliga Finland.

## Omfattning
Det nuvarande landskapet Egentliga Finland och det historiska landskapet med samma namn omfattar ungefär samma område. Av det nuvarande landskapets kommuner hör Somero till Tavastland och Loimaa till det historiska landskapet Satakunda.
Den äldsta gränsen mellan Tavastland och egentliga Finland som historiska landskap löper genom det nuvarande området av Somero och längs södra gränsen av den nuvarande staden Loimaa (tidigare kommunen  Mellilä).  Vid denna gräns i Somero finns det namn som "Hämeenoja", "Hämeenvaha" och "Suomuhta" (ursprungligen Suomenhuhta).

## Vapen
Egentliga Finlands landskapsvapen togs i bruk 1557, efter att Gustav Vasas son Johan 1556 hade förlänats det dåtida Finland (omfattande det nuvarande Egentliga Finland och Satakunda) som ett hertigdöme.